# Hacktivist
Hacktivist — рэп-метал-группа из Великобритании, основанная в 2011 году в Милтон-Кинс, графство Бакингемшир. Стиль коллектива описывают как слияние прогрессивного метала, грайма, хардкора и хип-хопа.

## История
В конце 2011 года бывший гитарист метал-группы Heart of a Coward Тимфи Джеймс и его друг, профессиональный MC Джей Харли, работали вместе над демозаписями в стилистике грайма. Результат приобрёл немалую популярность на музыкальном онлайн-ресурсе SoundCloud, и Джеймс, чувствуя, что оказался «в нужном месте и в нужное время», собрал полноценный музыкальный коллектив, в который вошли: Ричард Хокинг (барабаны), Джош Гернер (бас) и Бен Марвин (второй вокал). Одноимённый мини-альбом Hacktivist вышел в 2012 году, а дебютный сингл «Unlike Us» в течение 48 часов поднялся на № 2 в Amazon UK Metal Chart. В ходе гастрольного тура в поддержку альбома группа выступила на таких площадках как Sonisphere Festival, Download Festival и Rock am Ring. В апреле 2013 года коллектив выпустил новый трек «Elevate», а в августе записал кавер-версию песни Шона Картера и Канье Уэста «Niggas In Paris».
4 марта 2016 года группа выпустила свой дебютный альбом «Outside the box».
Так же в 2016 году вышел второй мини-альбом под названием «Over-Throne EP».
20 января 2017 года стало известно, что Бен Марвин покидает группу по семейным обстоятельствам.
28 марта 2018 года было объявлено, что Hacktivist и Тимфи Джеймс расстались по неизвестной причине. После этого группа наняла Джеймса Хьюитта (Invocation, Exist Immortal) в качестве своего нового гитариста и продюсера с официальным объявлением, сделанным 19 января 2019 года. Хьюитт играл вживую и писал новый материал с группой с июня 2018 года.

## Музыкальный стиль
Музыка Hacktivist является смесью нескольких жанров. Вокал преимущественно представлен речитативом, но так же может встречаться чистый вокал или скрим. Группа пишет лирику коллективно, фокусируясь на таких темах как анархия, конспирология, коррупция, антимилитаризм.
Музыку группы можно описать как рэпкор, сочетающийся с металкором, ню-металом и джентом. Сама группа говорит об использовании элементов грув-метала в своем творчестве. Структура гитарных партий одновременно напоминает творчество Meshuggah и такие ню-метал группы как Limp Bizkit и Korn.

## Состав

### Текущие участники
- Джермейн "Джей" Харли — рэп-вокал (2011—настоящее время)
- Джош Гёрнер — бас-гитара (2011—настоящее время), чистый вокал (2018—настоящее время)
- Ричард Хокинг — ударные (2011—настоящее время)
- Джот Макси — рэп-вокал, экстрим-вокал (2017—настоящее время)
- Джеймс Хьюитт — гитара (2018—настоящее время)

### Бывшие участники
- Бен Марвин — рэп-вокал, экстрим-вокал (2011—2017)
- Тимфи Джеймс — гитара, программирование, чистый вокал (2011—2018)

## Дискография
Альбомы
- Outside the Box (2016)
- Hyperdialect (2021)

EP
- Hacktivist (2012) (переиздание EP+ в 2013)
- Mixtape 1.0 (2015)
- Over-Throne (2016)

Синглы
- «Hacktivist» (2011)
- «Unlike Us» (2012)
- «Blades» (2012)
- «Elevate» (2013)
- «Niggas In Paris (Jay-Z & Kanye West cover)» (2013)
- «False Idols» (2014)
- «Deceive And Defy» (2014)
- «Buszy» (2016)
- «Taken» (2016)
- «2 Rotten» (2017)
- «Spitfire (The Prodigy cover)» (2019)
- «Reprogram» (2019)
- «Dogs of War» (2019)
- «Armoured Core» (2020) – совместно с Kid Bookie
- «Planet Zero» (2021)

Клипы
- «Cold Shoulders» (2012)
- «Unlike Us» (2012)
- «Hacktivist» (2012)
- «Elevate» (2013)
- « Niggas In Paris (Jay-Z & Kanye West cover)» (2013)
- «False Idols» (2014)
- «Deceive And Defy» (2014)
- «Buszy» (2016)
- «Taken» (2016) — совместно с Раутоном Рейнольдсом из Enter Shikari
- «Hate» (2016)
- «No Way Back» (2016)
- «2 Rotten» (2017)
- «Reprogram» (2019)
- «Dogs of War» (2019)
- «Armoured Core» (2020) – совместно с Kid Bookie
- «Planet Zero» (2021)
- «Hyperdialect» (2021) – совместно с Аароном Маттсом